# سما جاد
سما جاد (1993) طاهية سعودية وتعتبر من أشهر الوجوه الإعلامية في مجال الطبخ بعد مشاركتها في مسابقة توب شيف وفوزها باللقب وتعتبر أول عربية تحصل على اللقب.

## عن حياتها
ولدت عام 1993 في مدينة مكة المكرمة وهي صاحبة مطعم توميلليو في مدينة جدة بدأت حياتها العملية عام 2020 ومتزوجة من رجل الاعمال السعودي زين باكور أو زيني بكر ورزقت منه بطفلين.
في 11 مارس 2020 فازت سما باللقب بالإضافة إلى اللقب، فازت سما بجائزة مالية قدرها 375000 ريـال سعودي، وتغطية كاملة من مجلة Hospitality News، ومشاركة محلية أو إقليمية في أحد معارض الضيافة HORECA 2020، إضافةً إلى سفر وإقامة في بريطانيا، و"جائزة العلم والمعرفة" عبر برنامج دبلوم سلامة الأغذية في الهيئة الملكية للصحة البيئية في لندن تقدمة شركة بويكر (Boecker)، فضلاً عن سفر وإقامة في برلين للتعرف إلى أحدث ابتكارات شركة Miele الألمانية التي تشتهر بالتطوير المستمر، من ناحية تصميم وتصنيع أجهزة المطابخ..